# Johnson Roussety
Johnson Roussety (27 août 1975 - [citation nécessaire]), homme politique rodriguais, était un des chefs de file du parti politique Mouvement rodriguais (MR). Élu membre de l’Assemblée régionale de Rodrigues, en 2002, il assuma le poste leader de la minorité (chef de l’opposition) jusqu’au 4 août 2006, date à laquelle il fut nommé chef commissaire en remplacement de Serge Clair, leader de l’Organisation du peuple rodriguais (OPR).
Johnson Roussety a été révoqué de son parti et a décidé de soumettre sa démission le 7 janvier 2011, et a annoncé qu'il formerait une nouvelle formation politique. C'est Gaëtan Jhabeemissur qui a été nommé à sa suite.
Économiste de formation, Johnson Roussety fut ancien lauréat du Collège de Rodrigues avant de poursuivre ses études à l’université de la Méditerranée (Aix-Marseille II) et à l’université Panthéon-Sorbonne (Paris I). Il s’adonna à la politique et posa sa candidature aux élections régionales de 2002 sous la bannière du MR.